# Patrick Timsit
Patrick Timsit, född 15 juli 1959 i Alger, Franska Algeriet, är en fransk skådespelare, och regissör.

## Roller i urval
- 1991 – Mayrig
- 1992 – Krisen
- 1994 – En indian i stan
- 1997 – Kusinen
- 1999 – Quasimodo d'El Paris (även regi)
- 2008 – Chasseurs de dragons (röst)
- 2012 – Här kommer Marsupilami